# Neaetha murphyorum
Neaetha murphyorum är en spindelart som beskrevs av Prószynski 1999 [2000. Neaetha murphyorum ingår i släktet Neaetha och familjen hoppspindlar. Inga underarter finns listade i Catalogue of Life.